# Cantón de Olargues
El cantón de Olargues era una división administrativa francesa, que estaba situada en el departamento de Hérault y la región de Languedoc-Rosellón.

## Composición
El cantón estaba formado por trece comunas:
- Berlou
- Cambon-et-Salvergues
- Colombières-sur-Orb
- Ferrières-Poussarou
- Mons
- Olargues
- Prémian
- Roquebrun
- Saint-Étienne-d'Albagnan
- Saint-Julien
- Saint-Martin-de-l'Arçon
- Saint-Vincent-d'Olargues
- Vieussan

## Supresión del cantón de Olargues
En aplicación del Decreto nº 2014-258 de 26 de febrero de 2014, el cantón de Olargues fue suprimido el 22 de marzo de 2015 y sus 13 comunas pasaron a formar parte del nuevo cantón de Saint-Pons-de-Thomières.